# ديريك كوريغان
ديريك كوريغان هو محامي كندي، ولد في 1951.